# Баян (Айыртауский район)
Баян (каз. Баян, до 2009 г. — Наследниковка) — село в Айыртауском районе Северо-Казахстанской области Казахстана. Входит в состав Арыкбалыкского сельского округа. Код КАТО — 593235500.

## Население
В 1999 году население села составляло 305 человек (156 мужчин и 149 женщин). По данным переписи 2009 года, в селе проживало 219 человек (107 мужчин и 112 женщин).